# Londonderry (New Hampshire)
Pour les articles homonymes, voir Londonderry (homonymie).
Londonderry est une municipalité américaine située dans le comté de Rockingham au New Hampshire. Selon le recensement de 2010, sa population est de 24 129 habitants, dont 11 037 à Londonderry CDP.

## Géographie
La ville est limitrophe, au nord, de la ville de Manchester, et à l'est, de la ville de Derry. 
La municipalité s'étend sur 42,11 milles carrés (109,06 km2), dont 0,13 milles carrés (0,34 km2) d'étendues d'eau.

## Histoire
La localité est fondée en 1718 sous le nom de Nutfield par des immigrés écossais. Elle devient une municipalité quatre ans plus tard, en prenant le nom de la ville irlandaise de Londonderry.

## Démographie
La population de Londonderry est estimée à 25 850 habitants au 1er juillet 2016.
Le revenu par habitant était en moyenne de 40 884 dollars par an entre 2012 et 2016, au-dessus de la moyenne du New Hampshire (35 264 dollars) et de la moyenne nationale (29 829 dollars). Sur cette même période, 2,8 % des habitants de Londonderry vivaient sous le seuil de pauvreté (contre 7,3 % dans l'État et 12,7 % à l'échelle des États-Unis).